# 皮曼皮羅縣
0°24′0″N 77°58′12″W / 0.40000°N 77.97000°W
皮曼皮羅縣（西班牙語：Cantón Pimampiro），是厄瓜多爾的縣份，位於該國北部，由因巴布拉省負責管轄，始建於1894年6月25日，面積442.5平方公里，海拔高度2,165米，2010年人口12,970，人口密度每平方公里29.30人。